# Geissoloma marginata
Espèce

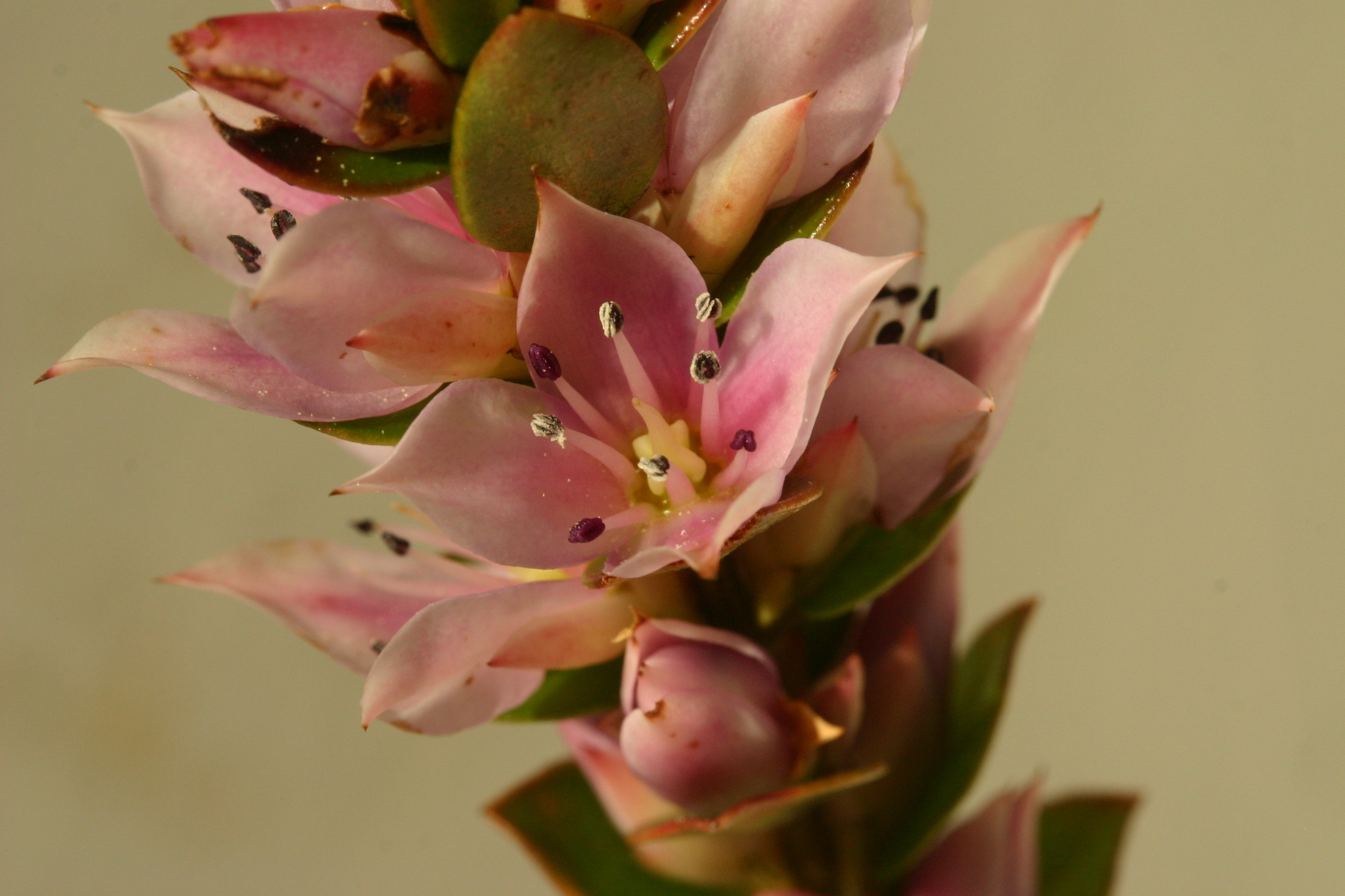

Geissoloma marginata est une espèce de plantes à fleurs de la famille monotypique des Geissolomataceae. Son aire de répartition naturelle se situe dans la province du Cap (montagnes Langeberg) en Afrique du Sud. C'est un arbuste qui pousse principalement dans le biome subtropical.
Geissoloma marginata est la seule espèce de la famille. 

## Description
Geissoloma marginata est un arbuste persistant de 0,5 à 1,5 m de haut, couvert de grandes feuilles opposées, coriaces, simples et écailleuses, superposées et disposées sur quatre rangées le long des tiges. Ses pétioles sont dotés de très petites stipules. Les fleurs sont bisexuées, soutenues par des bractées, et possèdent quatre sépales pétaloïdes rouges à rosâtres, quatre pétales partiellement soudés, huit étamines et quatre carpelles. Le fruit est une capsule contenant quatre graines.
Cette espèce xérophyte à feuillage persistant est connue pour accumuler de l'aluminium.

## Répartition et habitat
Cet arbuste est présent en Afrique du Sud.

## Phylogénie
Une analyse phylogénétique récente a permis d'établir son arbre d'origine.

## Dénomination
Ce taxon porte en anglais le nom vernaculaire ou normalisé suivant : Guyalone.[réf. nécessaire]

## Systématique
Le nom correct complet (avec auteur) de ce taxon est Geissoloma marginata (L.) A.Juss..
L'espèce a été initialement classée dans le genre Penaea sous le basionyme Penaea marginata L..
Geissoloma marginata a pour synonymes :
- Geissoloma marginata (L.) Kunth
- Geissoloma tomentosum Kunth
- Penaea marginata L.

### Étymologie
Le nom de genre Geissoloma vient du grec geisson, « partie saillante, corniche, parapet » et lôma, « frange, bordure ». La tige est recouverte de feuilles simples opposées qui se recouvrent partiellement comme des tuiles. 
Son épithète spécifique vient du latin marginatus, « bord », s'applique à des plantes dont l'un des organes a des bords particuliers.